# Anton Karl Wilhelm Gawalowski
Anton Karl Wilhelm Gawalowski, původně Anton Karl Kobosil, také uváděn jako Gawalovsky, (7. března 1848, Podklášteří, Třebíč – 24. března 1927, Fügen (Zillertal)), byl česko-rakouský chemik.

## Život
Narodil se v Třebíči, jeho otec není znám, matkou byla Marie, dcera Josefa Kobosila, který byl správcem třebíčského panství. Gawalowski mezi lety 1865 a 1867 studoval na Německé vysoké škole technické v Brně chemii a vstoupil do pluku Marchia Brünn. Zde byl roku 1866 členem a později byl jmenován čestným členem. Později, v letech 1868 a 1869, studoval universitu v Giessenu. Roku 1973 získal svolení k přejmenování se na Gawalovsky.
V roce 1874 se stal prvním laboratorním asistentem a úředníkem v chemicko-zemědělského odvětví společnosti a později se stal majitelem chemicko-analytické laboratoře v Raitz u Brna. V roce 1875 se stal soudním znalcem v oboru chemie u zemského soudu v Brně a později byl jmenován soudním znalcem pro potraviny a lékárny. Od roku 1907 do roku 1908 byl chemikem pro Rohpetrolölhandel. Posléze se udává jako poradce pro různé průmyslové podniky.
Gawalowski byl redaktorem chemických a farmaceutických časopisů a příruček. Postavil různé laboratorní přístroje pro analytická stanovení. Oženil se s Kateřinou Kainzovou z Prostějova, měli dvě děti – Wilhelma Antona (1878) a Hermínu Emilii (1880).

## Práce
- Srovnávací analýza metod pro stanovení tvrdosti vody. 1913